# 安積町日出山
安積町日出山（あさかまち ひでのやま）は、福島県郡山市の大字および町丁である。郵便番号は963-0101。

## 地理
郡山市南部の行政区である安積町に属する。北で小原田、八木橋、八作内、東で田村町金屋、南東で田村町徳定、南で笹川、南西で安積町荒井の飛地、西で南、北西で深山台とそれぞれ隣接する。概ね市町村制施行以前の安積郡日出山村の流れを汲む地域である。一級水系阿武隈川と左岸支流笹原川、南川合流点付近流域の阿武隈川左岸、および右岸側の阿武隈川旧河道（徳定川）に囲まれたかつての左岸域を主な範囲とする。全域が川沿いの平地であり、郡山市街地南部に住宅地として発展している。笹原川以北、阿武隈川以西の地区は鉄道用地を除き旧来の字名が廃され、南川以北に東北新幹線を境とし西より一、二丁目が、以南に西より三、四丁目が設置されている。笹川二丁目に所在する郡山警察署笹川交番、および安積二丁目に所在する郡山消防署安積分署がそれぞれ管轄にあたる。

### 主な字
字
- 北八作内
- 大洲河原
- 神明下
- 新鍬

- 旧屋敷
- 南台
- 一本松

字のつかない地区
- 一～四丁目

### 河川・湖沼
一級水系阿武隈川水系
- 阿武隈川
  - 南川
  - 笹原川
  - 徳定川

## 歴史
- 1879年1月27日 -福島県内における郡区町村制の施行により、旧二本松藩領日出山村が安積郡の村となる。1876年以前の日出山村域と笹原村域を範囲とする。
- 1889年4月1日 - 町村制の施行により日出山村が周辺2村と合併し安積郡永盛村が発足する。旧村域は永盛村の大字となる。
- 1943年10月1日 - 永盛村の町制施行により、永盛町の大字となる。
- 1954年12月10日 - 豊田村との合併により安積町が発足し、安積町の大字となる。
- 1965年5月1日 - 安積町が郡山市、安積郡全町村および田村郡田村町と合併し新たな郡山市が設立され、郡山市の大字となる。

## 世帯数と人口
2024年1月1日現在の世帯数と人口は以下の通りである。
| 大字         | 世帯数    | 人口    |
| ------------ | --------- | ------- |
| 安積町日出山 | 2,342世帯 | 4,568人 |

## 小・中学校の学区
市立小・中学校に通う場合、学区は以下の通りとなる。
| 番地                     | 小学校                 | 中学校               |
| ------------------------ | ---------------------- | -------------------- |
| 下記を除く全域           | 郡山市立永盛小学校     | 郡山市立安積中学校   |
| 大洲河原、神明下、一本松 | 郡山市立永盛小学校     | 郡山市立小原田中学校 |
| 一丁目、二丁目           | 郡山市立小原田小学校   | 郡山市立小原田中学校 |
| 西畑の一部、北千保の一部 | 郡山市立安積第一小学校 | 郡山市立安積中学校   |

## 交通

### 鉄道
JR東日本
- 東北新幹線
- 東北本線

JR貨物
- 郡山貨物ターミナル駅（電留線など。駅本屋は隣の安積町荒井に位置する。）
- 郡山総合鉄道部

### 道路
- 国道49号
  - 金山橋
- 福島県道355号須賀川二本松線（旧奥州街道）
- 一級市道52号日出山久保田線（東部幹線）
- 一級市道62号守山金屋線（日大通り）

## 施設等
- 帝京安積高等学校
- 郡山市立永盛小学校
- 永盛地域公民館
- セブンイレブン 郡山日出山1丁目店
- セブンイレブン 郡山日出山南台店
- ローソン 郡山日出山店
- ファミリーマート 郡山ゆうしん安積店
- モーターランドホウセイ
  - ジープ郡山
  - フォルクスワーゲン郡山
  - アルファロメオ郡山
  - フィアット郡山
  - アバルト郡山
  - スズキホウセイ安積店
- アミューズパーク郡山
- 郡山中央交通 本社
- 笹原神社
- 二渡神社
- 日出山二渡神社
- 浮州ヶ岡公園
- 日出山公園